# HK P9
HK P9 — самозарядный пистолет производства Heckler & Koch с полусвободным затвором с роликовым торможением и штампованными из стали деталями.

## Конструкция
Автоматика работает по схеме использования отдачи полусвободного затвора. Запирание ствола осуществляется полусвободным затвором при помощи подвижных роликов. Расцепление происходит только после падения давления в канале ствола, что позволяет при неподвижном стволе использовать в пистолете мощные патроны. При этом преимуществом такой системы является снятие части нагрузок со ствола, а также высокая точность стрельбы, за счёт неподвижности ствола относительно рамы. Недостатками такой конструкции являются её сложность и высокая себестоимость производства.
Часть рамы пистолета изготовлена штамповкой, а часть из высокопрочного полимера, благодаря чему снижается вес оружия. Затвор-кожух в этом пистолете состоит из собственно затвора, и кожуха, как двух отдельных деталей. В свою очередь, затвор, расположенный внутри кожуха, состоит из двух деталей, между которыми размещены два подвижных ролика. Кожух изготавливался штамповкой, а затвор – фрезерованием.
Замедление расцепления осуществляется при помощи роликов, выдавливаемых из пазов вертикальных выступов ствола передней частью затвора (боевой личинкой), запирающей ствол. За счёт силы трения ролики выходят из пазов ствола только после снижения давления пороховых газов, при этом, боевая личинка, через ролики передаёт большую часть энергии остову, заставляя его двигаться с большей скоростью.
Канал ствола имеет полигональные нарезы и представляет собой закрученную шестигранную призму со скруглёнными гранями. Ударно-спусковой механизм куркового типа, двойного действия, со скрытым курком. Для взвода курка или его спуска служит рычаг, расположенный с левой стороны рамы, у основания спусковой скобы.

## Варианты и модификации
- HK P9 - разработан в 1965 году, выпускался с 1969 по 1978 год. Всего было выпущено 485 пистолетов.
- HK P9S - вариант с УСМ двойного действия, разработан в начале 1970-х, выпуск в ФРГ продолжался до 1978 года. Пистолет поступал на вооружение полиции ФРГ[1].
- P9S Target

## Страны-эксплуатанты
- Германия — на вооружении
- Греция — на вооружении, производится по лицензии в Греции под названием EP9S
- Япония — модификация P9S на вооружении Специальных штурмовых команд японской полиции